# HD 156717
HD 156717，又名BD-17 4773，SAO 160462、HR 6435，是一颗恒星，视星等为6.02，位于銀經6.28，銀緯10.99，其B1900.0坐标为赤經17h 14m 4s，赤緯-17° 10.99′ 7″。